# Johann Bach
Johann Bach (n. 26 noiembrie 1604 în Wechmar; înmormântat la 13 mai 1673 în Erfurt) a fost un compozitor și organist german.
Numit și Johann Bach al III-lea atunci când este vorba despre membrii familiei Bach, a fost fratele mai mare al lui Christoph Bach, care a fost bunicul lui Johann Sebastian Bach. Este primul reprezentant al familiei de la care s-au păstrat compoziții proprii: 3 motete.